# The Carnival of Ourselves
The Carnival of Ourselves is een studioalbum van Fear Falls Burning, de eenpersoonsband band van Dirk Serries. Het is net als haar opvolger een van de eerste albums die hij maakte onder deze naam, na zijn wending tot de gitaar als belangrijkst instrument. Het album verscheen eerst alleen in beperkte oplage op elpee, drie jaar later gevolgd door een cd-versie met een nog niet uitgebrachte track, die rond dezelfde tijd is opgenomen. De elpeetracks hebben geen titels en zijn door live improvisatie tot stand gekomen. De bonustrack And the land torn down bevat een theremin-solo gestapeld op de drone.

## Tracks
1. 19:19
2. 19:54
3. And the land torn down (circa 28:00).

De muziek klinkt veel lichter dan het zware I'm One of Those Monsters Numb with Grace.
De hoes bestaat uit foto’s van de Belgische fotografe Martina Verhoeven; het gehele ontwerp was in handen van Carl Glover. Beide werkten eerder aan hoezen van FFB, en haar voorganger VidnaObmana.